# Brütal Legend
Brütal Legend è un videogioco action-adventure del 2009, sviluppato da Double Fine e pubblicato da Electronic Arts per PlayStation 3, Xbox 360 e Windows.

## Trama
Edward Riggs è un roadie che, durante il concerto di una rock band che detesta, rimane schiacciato da un'impalcatura pericolante per cercare di salvare uno dei membri del gruppo; il sangue di Edward cola fino alla fibbia della cintura del suo defunto padre, risvegliando un'enorme creatura composta prevalentemente da metallo, la quale trasporta il corpo dell'uomo indietro nel tempo nell'era in cui il mondo era governato dalle leggi dell'heavy metal e degli stereotipi musicali.
Edward si risveglia nel tempio di Ormagöden, la bestia di metallo, ma viene attaccato da alcuni druidi e suore demoniache; egli riesce a difendersi con un'enorme ascia detta Separatore e con la sua chitarra Clementine, in grado di scatenare fulmini sui nemici. Facendosi strada tra i nemici, Eddie conosce una ragazza di nome Ophelia, della quale presto si innamora. Per aprirsi un varco tra le orde di demoni, usa la musica per costruire il Falciadruidi; tuttavia, i guai non sono finiti: vicino al cancello di uscita c'è la tana di un enorme verme spinato. Eddie, usando il Bolide riesce a distrarlo, mentre Ophelia apre il cancello che Eddie, prontamente, riabbassa per uccidere il verme, permettendo così a entrambi la fuga da quel luogo.
Arrivano a Bladehenge, un enorme insediamento dove si trovano Lars e Lita Halford, che costituiscono una disperata resistenza allo schiacciante potere del generale Lionwhyte, pedina del potente e malvagio imperatore dei demoni, Doviculus. Eddie, estasiato dal quel mondo che tanto rappresenta il suo spirito metallaro, decide di aiutare la resistenza. Per prima cosa devono reclutare un esercito e così, lui e Lars si dirigono al Baratro della Disperazione, dove sono tenuti gli Headbanger, costretti dal generale Lionwhyte e dai suoi scagnozzi a distruggere la pietra con nient'altro che il proprio cranio, unica cosa che riescono a fare. Eddie, vedendo quello spettacolo pietoso, si getta a capofitto nelle miniere, riesce a rianimare gli Headbanger con la musica metal e li libera dal loro oppressore al soldo di Lionwhite.
Tornato a Bladehenge con i nuovi soldati, Eddie scopre lì vicino Ophelia ferita; Lars, vedendola, contro il parere della sorella (dato che ora Lionwhite sa della loro ribellione), decide di portarla dal Kill Master, un bassista-guaritore che detesta Lionwhite. Tuttavia, le corde del suo basso, tessute da piccoli ragni di metallo, non riescono a guarire Ophelia, così suggerisce di prendere le grandi corde della Metal Queen, divenuta, però, ultimamente aggressiva. Facendosi strada nel territorio dei ragni metallici, Eddie arriva a fronteggiare la Metal Queen, dalla quale ricava le corde per Kill Master; per fare il più in fretta possibile, con i rottami li intorno fabbrica una Thunderhog, un'enorme moto a tre ruote. Portate appena in tempo le corde, Kill Master riesce a guarire Ophelia e anche lui si unirà alla resistenza, dove svolgerà il ruolo di guaritore sul campo con una Thunderhog. Ritornati a Bladehenge, Eddie, insieme a Kill Master, aiuta Ophelia ad armare con le carcasse dei cinghiali di fuoco le Ragazze Rasoio (che, dopo averle liberate, voleva subito armare, ma era rimasta ferita). L'esercito, chiamato Testaferra, viene completato appena in tempo: Lionwhite si sta dirigendo con il suo esercito verso di loro. Con l'aiuto del roadie del posto, Mangus, Eddie costruisce un palco in difesa di Bladehenge, e alla fine riescono a sbaragliare l'esercito di Lionwhyte.
Riaccesa la speranza nei loro cuori, Lars esorta tutti a marciare contro la Torre del Piacere di Lionwhyte, per far terminare la sua tirannia su di loro una volta per tutte; a questo proposito, Eddie costruisce con Mangus un bus per dare il via al loro tour. Arrivati nel territorio di Lionwhyte, vengono attaccati dai suoi soldati, ma riescono a respingerli; in questa battaglia, a Eddie compaiono due enormi ali demoniache sulla sua schiena, che può usare per volare e dirigere la battaglia dall'alto. Lionwhyte, vedendo i Buttafuori inutili li abbandona, un'occasione buona per i Testaferra per reclutarli tra le loro file; inoltre, si aggiungono anche i Roadie, invisibili grazie al loro colore nero, armati grazie a Eddie di casse stereo ricavate dal Muro delle Grida, grazie alle quali possono generare potenti feedback.
Grazie alla tenacia dei Testaferra, la Torre del Piacere viene distrutta. Nel tentativo di salvarsi da un gigantesco specchio che cade, Lionwhyte utilizza il suo microfono per distruggerlo, finendo invece per frantumarlo e far cadere i cocci dritti su di lui, uccidendolo. Finalmente liberi dall'oppressione di Lionwhyte, i Testaferra si devono ora concentrare sul loro vero nemico: l'imperatore Doviculus. Questi arriva proprio in quel momento e (dato che non può vederli, ma solo sentirli e annusarli) instilla in loro il dubbio che Ophelia sia una spia di nome Succoria (sia perché lui avverte il suo odore, sia perché lo sente anche da un pugnale di Ophelia trovato al tempio di Ormagöden) e insulta anche i loro tentativi di resistenza contro di lui. Lars, per difendere l'onore del suo esercito e degli umani, si fa avanti per affrontarlo, ma Doviculus lo uccide sotto gli occhi di tutti e scatena i suoi demoni nella Torre del Piacere. Scampati in extremis, Eddie e Ophelia vengono fermati da Lita, la quale ritiene Ophelia la responsabile della morte del fratello. I genitori di Ophelia, infatti, erano Bevitori di Lacrime nere, umani soggiogati dal potere del Mare delle Lacrime nere, usato dai demoni per fermare la precedente rivolta degli umani; Lars l'aveva accolta dopo che ella si era separata da loro. Ripudiata anche da Eddie, l'unica persona che era riuscita ad amare, Ophelia cade in una grande disperazione.
Tre mesi dopo il funerale di Lars, i Testaferra vengono attaccati dai Bevitori di Lacrime nere, ora conosciuti con il nome di Dannati Doom; vengono salvati grazie all'aiuto dei Baroni di Fuoco e del loro leader, il Barone. Vedendo gli stemmi dei Doom, Eddie capisce che lavorano per Ophelia; più avanti, infatti, la incontrano, diventata anch'ella una Bevitrice di Lacrime e che sa usare gli stessi trucchi di Eddie, come per esempio suonare assoli speciali con la chitarra: usandone uno distrugge il ponte sul quale si trovano. Per riparare il ponte e proseguire, Eddie e Lita si recano a Bladehenge per prendere le impalcature: arrivati lì, scoprono che, durante la loro assenza, i demoni, conosciuti come Spirali Infette, l'hanno conquistato.
Riparato il ponte, i Testaferra entrano in una foresta, dove Eddie, grazie al Barone, cattura le Bestie Metalliche, considerate una risorsa importante per loro. Tuttavia, vengono catturati da un gruppo di donne guerriere chiamate Zaulia, capeggiate dalla loro signora, Rima. Attivate delle reliquie nel loro tempio, Eddie scopre che suo padre Riggnarok, anni prima, aveva guidato la rivolta contro i demoni; vedendolo come il figlio del loro precedente condottiero, Rima e le Zaulia entrano a far parte dei Testaferra.
Arrivati alle Miniere di Ghiaccio Secco rincontrano Ophelia, che spiega come sia diventata una Bevitrice di Lacrime: tradita da tutti, la sua disperazione l'aveva portata ad annegarsi nel Mare di Lacrime nere, ma ne era risorta come regina e formò così i Dannati Doom. Eddie riesce a batterla e penetra sotto una caverna, dove si trova il Mare di Lacrime nere, in cui affronta di nuovo Ophelia.
All'interno di una cattedrale, Eddie scopre che è presente anche Doviculus, il quale gli rivela che suo padre aveva seguito, senza essere riconosciuto, la precedente imperatrice delle Spirali Infette, Succoria, la cui missione era quella di andare nel futuro e sperare di imparare i segreti dei Titani che loro non erano riusciti a capire. Tuttavia, tra Riggnarok e Succoria si instaurò un legame che li portò a unirsi, avendo Eddie come figlio (che tra l'altro ha la maglietta e l'arma di sua madre, oltre al fatto che è un mezzosangue e riesce a usare le ali), il quale ha portato con sé i segreti dei Titani sotto forma dell'heavy metal, segreti che Ophelia ha rivelato a Doviculus; inconsciamente, quindi, Eddie ha portato a termine la vecchia missione di sua madre. A questo punto, Doviculus strappa il cuore di Ophelia e se lo mette nel petto in modo da avere il pieno controllo sul Mare di Lacrime nere, e grazie alla sua chitarra Hydra evoca con lo stesso mare e la cattedrale un gigantesco mostro. Eddie e i Testaferra si battono contro Doviculus, e alla fine Eddie riesce a decapitarlo, e a strappargli il suo cuore e quello di Ophelia, poi si getta nel mare per recuperare la vera Ophelia, essendo la precedente un'incarnazione del Mare scaturita dalla disperazione della ragazza. La notte si celebrano i festeggiamenti per la vittoria ed Eddie, da buon roadie che è, rimane dietro le quinte e nel corso dei giorni aiuterà i suoi amici.

## Modalità di gioco
Il gioco è un free-roaming, dove bisogna attraversare immense distese piene di riferimenti al metal. Il sistema di combattimento è in tempo reale, con il protagonista che esegue gli attacchi in mischia e le combo con un'ascia e le magie con una chitarra, che in questo mondo ha il potere di causare esplosioni ed evocare oggetti. Questi due strumenti possono essere potenziati nelle Forgiamotori, delle officine, evocabili con la chitarra in luoghi prestabiliti, dove si può potenziare anche il Bolide (chiamato anche Falciadruidi), il sistema di locomozione principale del gioco. Nel corso del gioco è possibile anche imparare degli assoli per la chitarra, trovando le Tavole delle Tablature, ognuna delle quali dona a Eddie un'abilità speciale, come quella di uccidere tutti i nemici circostanti sciogliendo loro la faccia o potenziare le truppe.
In certi frangenti, però, i combattimenti assumono uno stile di gioco strategico in cui si comandano delle truppe di metallari e come risorse per richiamarli sul terreno di gioco si usano dei "serbatoi di fan" da sfruttare tramite la creazione di bancarelle del merchandising. Lo scopo di queste fasi, di solito, è quello di distruggere il palco dello schieramento avversario prima che questo accada al proprio. Eddie può anche volare per comandare le sue truppe dall'alto, e unirsi a loro in "giochi di squadra" che permettono di sfruttare un attacco speciale e di aumentare il potenziale delle varie unità.
Brütal Legend possiede anche una modalità multiplayer, nella quale possono competere fino a 8 giocatori in una battaglia tra palchi a due schieramenti.

## Personaggi
Edward Riggs
È un roadie ormai deluso dal panorama musicale moderno, che lavora suo malgrado per i Kabbage Boys, una band dubbiosamente metal. Durante uno dei loro concerti, avviene un incidente nel quale rimane coinvolto Eddie. Il suo sangue impregna la sua cintura, che è in realtà un portale per viaggiare nel tempo, e si ritrova in un'antica era legata al metal, dove conosce Ophelia, Lars e Lita, e decide di unirsi alla loro causa contro l'imperatore Doviculus e il generale Lionwhyte, che ha usurpato l'autorità di Lars. Nel corso dell'avventura, scoprirà di essere un mezzo-demone, frutto della relazione tra suo padre Riggnarok e l'imperatrice delle Spirali Infette Succoria.
Eddie ha la fisionomia ed è doppiato dall'attore e cantante Jack Black, leader della band Tenacious D.
Ophelia
Ophelia è una ragazza che Eddie incontra poco dopo essere finito nell'antica era. È un'orfana di guerra proveniente dal Mare delle Lacrime nere, unitasi alla causa di Lars. Tuttavia, Ophelia è malvista da molti dei sudditi di Lars, e in particolar modo da Lita, in quanto i suoi genitori erano "Bevitori di Lacrime", ovvero un esercito umano subordinato dell'imperatore Doviculus e, pertanto, è considerata qualcuno di cui sospettare.
Ophelia è doppiata dall'attrice Jennifer Hale.
Lars Halford
Discendente dei sovrani delle terre dell'antica era e, quindi, erede legittimo di queste, il valente Lars è in lotta contro l'imperatore Doviculus e il suo vicario, il generale Lionwhyte, per riprendersi il suo regno.
Lars è doppiato all'attore Zach Hanks e il suo aspetto è ispirato a Sebastian Bach, ex cantante della band Skid Row.
Lita Halford
Sorella minore di Lars, la principessa Lita è una ragazza molto agguerrita e impetuosa, pronta a dare la propria vita per il fratello e i suoi sudditi.
Lita è doppiata dall'attrice Kath Soucie ed è ispirata alla musicista Lita Ford.
Mangus
È l'autista del bus dell'entourage dei Testaferra, l'esercito di Lars. Mangus è oltremodo codardo, ma ciò nonostante non si tira mai indietro e fornisce spesso consigli a Eddie.
Mangus è doppiato dall'attore Alex Fernandez.
Doviculus
L’antagonista principale del gioco, Doviculus è l'imperatore a capo delle Spirali Infette, un'orda di demoni che ha preso il controllo delle terre dell'antica era, infettato e corrotto il paesaggio circostante, costringendo i pochi abitanti integri a rifugiarsi altrove.
Doviculus è doppiato dall'attore Tim Curry.
Generale Lionwhyte
Un umano che ha ceduto alle lusinghe dell'imperatore Doviculus, entrando a far parte dei suoi ranghi in qualità di generale. Egli usurpa le terre di Lars e ne prende il possesso, dove erige la "Torre del Piacere", suo quartier generale, dove sono imprigionate le donne del popolo di Lars, costrette a essere sue concubine.
Lionwhyte è doppiato da Rob Halford, leader dei Judas Priest; l'aspetto invece è ispirato a David Bowie, mentre il nome fa riferimento alla band glam metal dei White Lion.
Il Guardiano del Metal
È l'intermediario degli Dèi del Metal, che fornisce abilità e potenziamenti a Eddie e al suo bolide in cambio di Tributi di fuoco alle suddette divinità.
Il Guardiano è doppiato dal cantante Ozzy Osbourne, e presenta la sua stessa fisionomia.
Kill Master
Contrariamente a quanto fa presupporre il suo epiteto, il Kill Master è in realtà un bassista guaritore, leader dei guerrieri motocliclisti Thunderhog, che si nasconde dietro una tetra fama di stregone per tenere eventuali intrusi lontani dal suo santuario. Si unisce a Eddie e il suo gruppo per contrastare Doviculus.
Kill Master è doppiato dal cantante e bassista Lemmy Kilmister, leader dei Motörhead, e presenta la sua stessa fisionomia.
Il Barone
È il leader dei Baroni di fuoco, un'armata di fuorilegge motociclisti, nemici di Lionwhyte, che si unisce a Eddie e al suo gruppo, in quanto condividono l'avversione per il vicario di Doviculus.
Il Barone è doppiato dal cantante Rob Halford, leader dei Judas Priest, del quale ha anche il suo aspetto.
Rima
La leader delle amazzoni Zaulia, protettrici delle Bestie metalliche, che si uniscono a Eddie e il suo gruppo in quanto riconoscono in Eddie il figlio di Riggnarok, un condottiero che ha combattuto al fianco delle Zaulia durante la Rivolta delle Lacrime nere.
Rima è doppiata dalla musicista Lita Ford, e il suo aspetto e quello delle sue guerriere è ispirato alla line-up della band glam rock KISS.
Kage il Kannoniere
Un Buttafuori dei Testaferra presente nel rango dei cannonieri, oltremodo imbranato, ma orgoglioso del suo mortaio. Viene spesso aiutato da Eddie durante le sue missioni secondarie.
Kage è doppiato dall'attore e musicista Kyle Gass, chitarrista dei Tenacious D, al quale ha dato il suo volto.
Fletus
Fletus è un demone che appare nelle missioni secondarie di gara e ha la funzione di avversario durante queste missioni. Il suo bolide è chiamato l’Urlatrice, ed è il mezzo che userà per gareggiare contro Eddie. Anche se è un demone, Fletus è neutrale e non fa parte delle Spirali Infette. Nonostante detesti Eddie dato che quest’ultimo prende sempre in giro la velocità dell’Urlatrice, alla fine riconoscerà l’abilità di Eddie e la velocità della sua Falciadruidi, e ricompenserà Eddie con della potentissima Salsa di Urlatrice per il suo bolide, che renderà la Falciadruidi ancora più veloce quando si usa la nitro, ed è persino più potente del potenziamento doppio turbo.
I suoi vestiti, la sua voce rude con accento Tyneside e la sua passione per le auto sono tutti presi dal cantante degli AC/DC Brian Johnson. Inoltre, il nome dell’Urlatrice in inglese, Squealer, prende il nome dalla canzone degli AC/DC Squealer, estratta dall’album Dirty Deeds Done Dirt Cheap. Il suo strano aspetto e la sua insolita hot rod sono state ispirate dall’arte di Ed “Big Daddy” Roth, che è stato anche un’ispirazione per le unità Motozecche, appartenenti alle Spirali Infette, e anche per il personaggio di Glottis da Grim Fandango.
Il Cacciatore
Il Cacciatore è un umano che assegna a Eddie delle missioni di caccia, in cui deve uccidere un determinato numero di specifici animali. Si vanta continuamente dei suoi record di uccisioni delle varie creature nel mondo, che Eddie può battere per ottenere l’assolo Richiamo della Foresta, potenziarlo, e ottenere dei Tributi di fuoco. Dopo che Eddie batterà tutti i suoi record, il Cacciatore lo ricompenserà con un’ascia speciale, la Lama con aculei d’acciaio, e dirà che si sposterà per cercare una terra con animali più grandi e feroci e meno cacciatori copioni.
Il Cacciatore è doppiato dal comico e fan dell’heavy metal Brian Posehn. Inoltre, la sua ossessione per la caccia può essere stata ispirata dal musicista Ted Nugent.
Narratore
Il narratore, doppiato da Corey Burton, può essere ascoltato ogni qualvolta Eddie sblocca un Artefatto leggendario, e narra in ognuno di essi un pezzo della storia dell'antica era.

## Colonna sonora
- 3 Inches of Blood - Deadly Sinners
- 3 Inches of Blood - Destroy the Orcs
- Accept - Fast as a Shark
- Angel Witch - Angel Witch
- Anthrax - Metal Thrashing Mad
- Anvil - March of the Crabs
- Anvil - Tag Team
- Apostasy - Sulphur Injection
- Bishop of Hexen - A Serpentine Grave
- Bishop of Hexen - The Somber Grounds of Truth
- Black Sabbath - Children of the Grave
- Black Sabbath - Symptom of the Universe
- Black Sabbath - Never Say Die
- Brocas Helm - Cry of the Banshee
- Brocas Helm - Drink the Blood of the Priest
- Budgie - Breadfan
- Budgie - Zoom Club
- Candlemass - Witches
- Carcass - No Love Lost
- Cloven Hoof - Nightstalker
- Children of Bodom - Angels Don't Kill
- Coroner - Skeleton on your Shoulder
- Cradle of Filth - Her Ghost in the Fog
- Crimson Glory - Queen of the Masquerade
- Dark Fortress - Insomnia
- Dark Tranquillity - Cathode Ray Sunshine
- Deathstars - Blitzkrieg
- Def Leppard - Rock of Ages
- Dethklok - Murmaider
- Diamond Head - Am I Evil?
- Dimmu Borgir - Progenies of the Great Apocalypse
- Dokken - Mr. Scary
- DragonForce - Through the Fire and Flames
- Emperor - Thus Spake the Nightspirit
- Enslaved - Frost
- Enslaved - Loke
- FireHouse - Overnight Sensation
- Girlschool - Bomber (cover dei Motörhead)
- Iced Earth - When the Night Falls
- Iced Earth - Pure Evil
- In Flames - Goliaths Disarm Their Davids
- Judas Priest - Battle Hymn
- Judas Priest - The Hellion/Electric Eye
- Judas Priest - Leather Rebel
- Judas Priest - One Shot At Glory
- Judas Priest - Painkiller
- KMFDM - Free Your Hate
- KMFDM - Rip the System
- King Diamond - Cremation
- King Diamond - Welcome Home
- Kiss - God of Thunder
- Lita Ford - Betrayal
- Marilyn Manson - The Beautiful People
- Manowar - Die For Metal
- Manowar - The Dawn of Battle
- Mastodon - Crack the Skye
- Mastodon - Oblivion
- Megadeth - High Speed Dirt
- Megadeth - Tornado of Souls
- Metal Church - Metal Church
- Michael Schenker - Group Assault Attack
- Ministry - Stigmata
- Ministry - Thieves
- Mirrorthrone - So Frail
- Mötley Crüe - Dr. Feelgood
- Mötley Crüe - Kickstart My Heart
- Mötley Crüe - Live Wire
- Motörhead - Back at the Funny Farm
- Motörhead - In the Black
- Motörhead - Marching Off to War
- Motörhead - (We Are) The Road Crew
- Nitro - Machine Gun Eddie
- Omen - The Axeman
- Ostrogoth - Queen of Desire
- Overkill - World of Hurt
- Ozzy Osbourne - Believer
- Ozzy Osbourne - Mr. Crowley
- Ozzy Osbourne - Diary of a Madman
- Prong - Snap Your Fingers, Snap Your Neck
- Quiet Riot - The Wild and the Young
- Racer X - Technical Difficulties
- Racer X - Y.R.O.
- Ratt - Lay It Down
- Riot - Road Racin
- Riot - Narita
- Riot - Swords and Tequila
- Rob Zombie - Superbeast
- Rotting Christ - Ad Notics
- Running Wild - Riding the Storm
- Sanctuary - Battle Angels
- Savatage - Hall of the Mountain King
- Saxon - Wheels of Steel
- Scorpions - Blackout
- Scorpions - Holiday
- Skeletonwitch - Soul Thrashing Black Sorcery
- Skid Row - Youth Gone Wild
- Slayer - Metal Storm/Face The Slayer
- Slough Feg - Warriors Dawn
- Harry Cantwell degli Slough Feg - (assolo di batteria senza titolo)
- Static-X - Love Dump
- Tenacious D - Master Exploder
- Tenacious D - The Metal
- Testament - For the Glory of
- Testament - More Than Meets the Eye
- Tvangeste - Birth of the Hero
- UFO - Rock Bottom
- Whitesnake - Still of the Night
- Wrath of Killenstein - Ignisis Dance